# Джевахир, Бюлент
Бюлент Джевахир (тур. Bülent Cevahir; 13 февраля 1992 года, Сельчук) — турецкий футболист, защитник клуба «Хатайспор».

## Клубная карьера
Бюлент Джевахир занимался футболом в клубах «Сельчук Эфесспор» и «Манисаспор». В составе последнего 30 января 2011 года он дебютировал в турецкой Суперлиге, выйдя в основном составе в гостевом поединке против «Анкарагюджю». В 2012 году «Манисаспор» вылетел из Суперлиги, в Первой лиге Джевахир стал игроком основного состава клуба. В июле 2014 года он перешёл в «Балыкесирспор», вышедший тогда в Суперлигу. По итогам сезона 2014/2015 команда вылетела обратно в Первую лигу, а Джевахир провёл за неё ещё три с половиной сезона. В конце января 2019 года он стал футболистом клуба Суперлиги «Ени Малатьяспор», а летом 2019 года был отдан в аренду команде Первой лиги «Фатих Карагюмрюк».